# Kshirpai
Kshirpai è una suddivisione dell'India, classificata come municipality, di 14.545 abitanti, situata nel distretto di Midnapore Ovest, nello stato federato del Bengala Occidentale. In base al numero di abitanti la città rientra nella classe IV (da 10.000 a 19.999 persone).

## Geografia fisica
La città è situata a 22° 42' 33 N e 87° 36' 60 E.

## Società

### Evoluzione demografica
Al censimento del 2001 la popolazione di Kshirpai assommava a 14.545 persone, delle quali 7.429 maschi e 7.116 femmine. I bambini di età inferiore o uguale ai sei anni assommavano a 1.837, dei quali 945 maschi e 892 femmine. Infine, coloro che erano in grado di saper almeno leggere e scrivere erano 9.753, dei quali 5.527 maschi e 4.226 femmine.